# Posada en escena

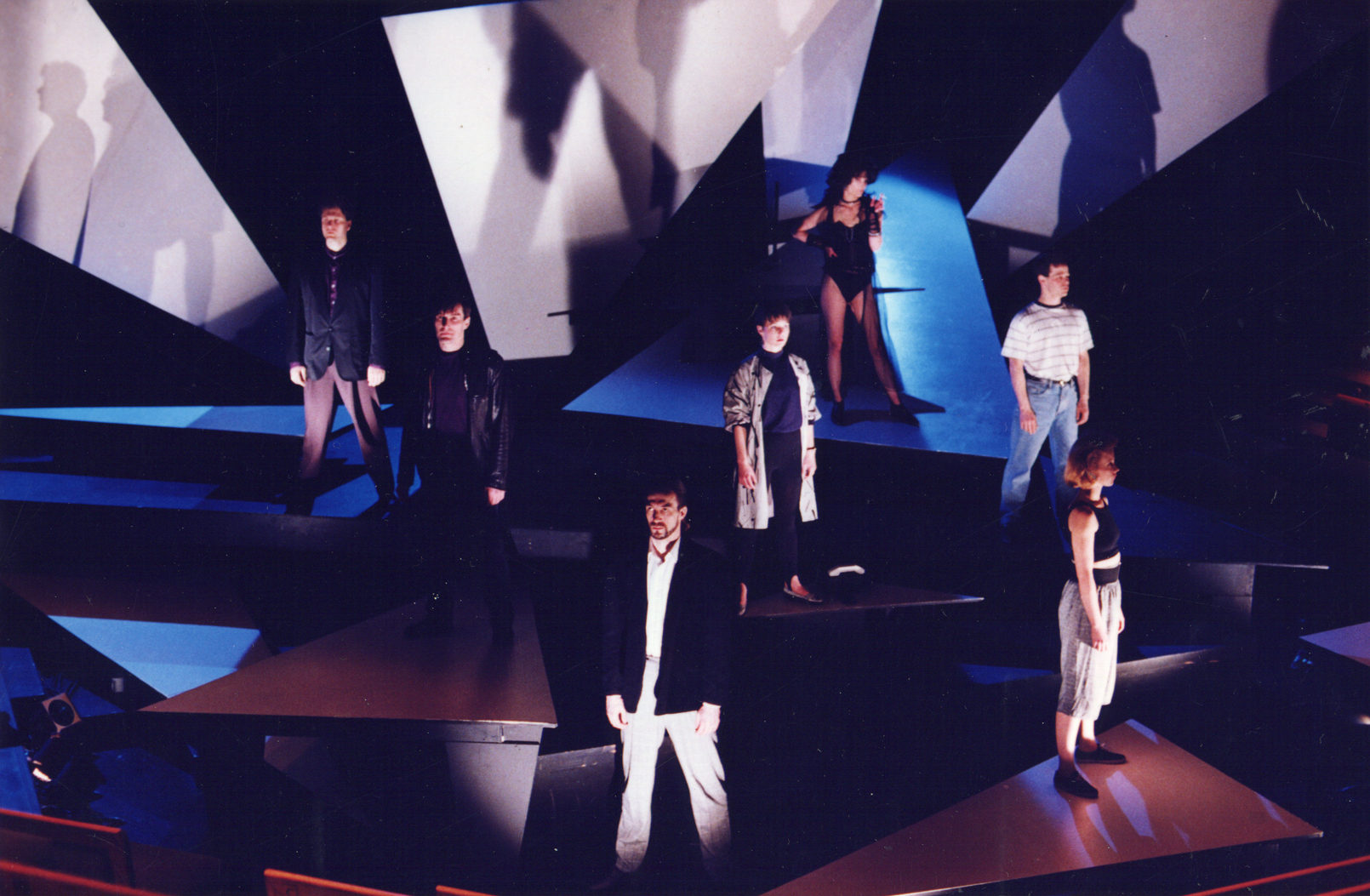
Posada en escena de Unidentified_Human_Remains als anys 80

La posada en escena o escenificació és «el muntatge d'un espectacle per a ser representat davant del públic en un escenari». És una expressió utilitzada en teatre i cinema per descriure els aspectes de disseny d'una producció, de la que es considera un dels dos elements fonamentals, juntament amb el guió o, especialment a les grans obres tradicionals, el text teatral. La materialització d'una determinada posada en escena es vincula a un punt de vista, un estil, un món ficcional i una estètica, que per exemple pot ser naturalista, simbolista, expressionista, abstracte o minimalista.
Per extensió, una posada en escena és la preparació d'esdeveniments coordinats abans de la seva realització efectiva. En sentit ampli, es pot parlar de posada en escena per subratllar l'aspecte d'un esdeveniment que no és espontani.

## Etimologia
L'expressió «posada en escena» és la traducció literal del terme francès mise en scène. El terme apareix al començament del segle xix al tríptic d'un espectacle titulat Riquet à la houppe de Dubois i Hapdé, estrenat el 1802. Quan s'aplica al cinema es refereix a tot allò que surt abans de la càmera i el seu arranjament: els escenaris, utilleria, actors, vestuari i il·luminació.

## Història

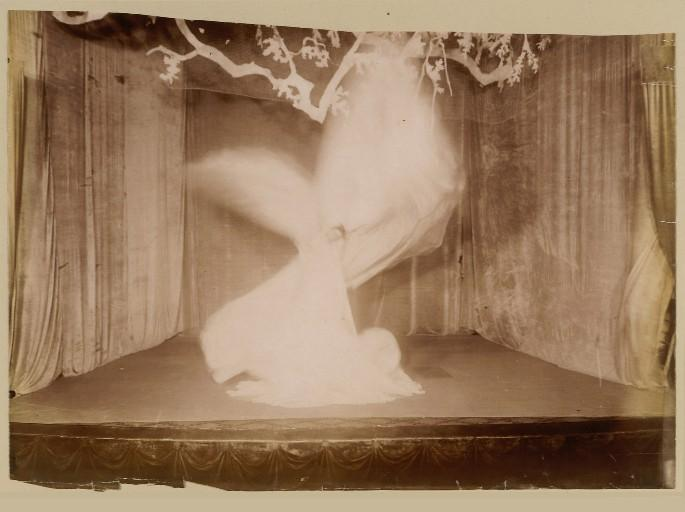
Loïe Fuller va ser una de les pioneres que van repensar la posada en escena al

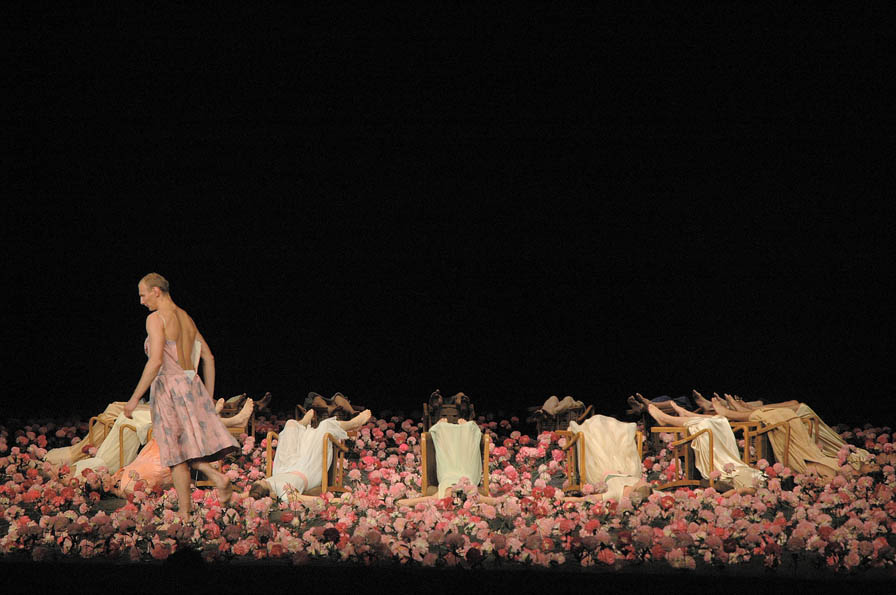
L'art d'acció dels anys 60 i 70 va revolucionar les posades en escena

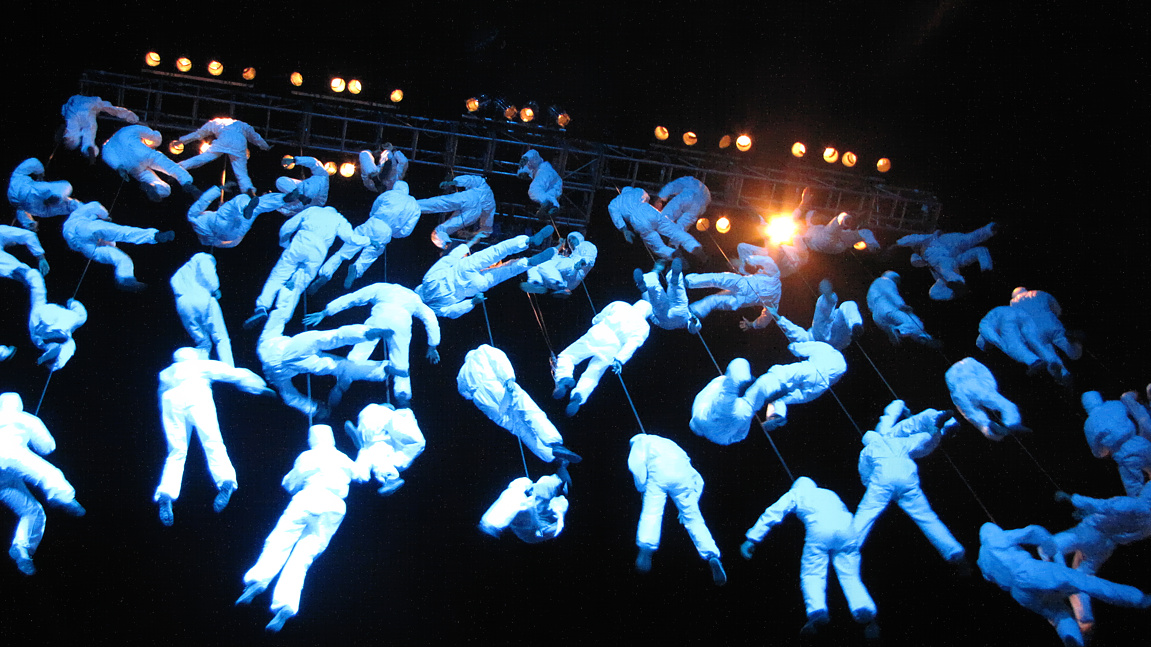
La Fura dels Baus, any 2009

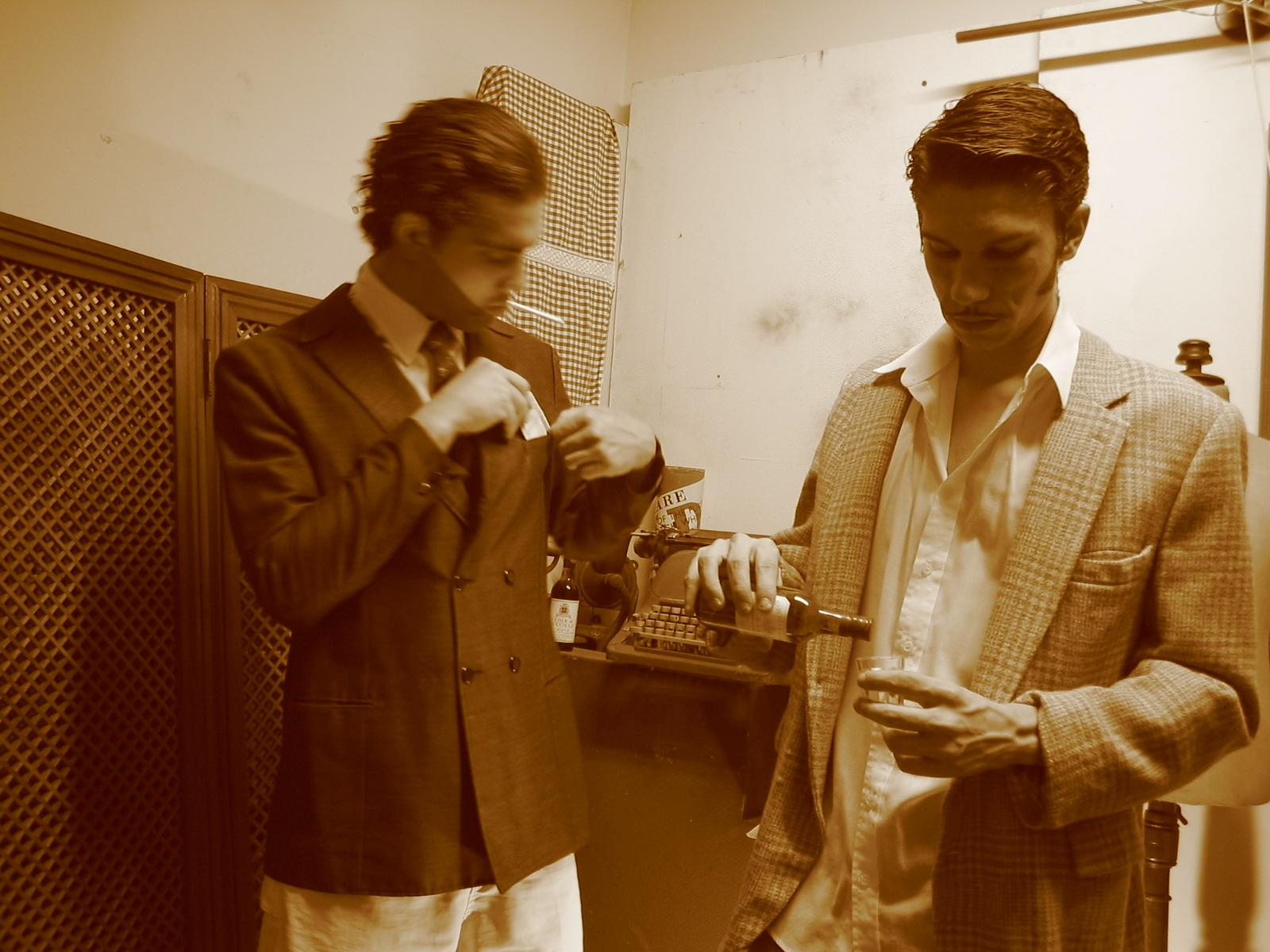
Posada en escena de la foto-novel·la "O Limite da Amizade"

Actualment, es considera que en l'estudi d'una obra teatral cal incorporar l'anàlisi de la posada en escena i de la recepció i valoració de les estrenes a l'època per part de la crítica i del públic.
A la ideologia del segle xviii s'entenia el teatre únicament com un gènere literari i se'n prioritzava principalment l'estudi dels textos. Així, a la il·lustració, presentant-se a si mateixa com una ideologia universal i ahistòrica, s'associava el teatre amb el text teatral de comprensió intel·lectual amb unes normes tancades, rescatant per exemple, les tres unitats aristotèliques, en detriment d'un espectacle o experiència adreçada als sentits. Aquestaez idea es va afermar al segle xix amb el romanticisme, realisme i naturalisme.
Paral·lelament, a partir de les ideologies associades primer a la revolució francesa i sobretot als moviments revolucionaris d'a partir de la segona meitat del segle xix, es donava importància a la manera d'explicar les coses i al punt de vista, al cos dels intèrprets i a altres elements com la música, el vestuari i la llum, integrats en una entitat autònoma: el concepte d'«obra d'art total» de Richard Wagner que des de 1832 va revalorar la posada en escena en totes les arts escèniques, incloent el teatre, la dansa i el mim, i posteriorment les arts visuals. En aquesta transformació va ser especialment important la participació de les dones. L'aparició de la cronofotografia (1888) i el cinema fan que les arts escèniques s'interessin encara més a no copiar la realitat tal com és (rebuig del realisme i del llenguatge discursiu) mentre que les arts visuals també s'enfocaven més en el poder suggeridor de les imatges en moviment i en fomentar la imaginació dels espectadors. La inspiració se cercava en la cultura grecollatina, les cultures no occidentals i sobretot la natura.
Aquesta emergència és influenciada per diversos factors: L'adveniment del moviment naturista, la consciència dels límits teatrals actuals en una voluntat de realisme artístic, i un clima profundament positiu. Louis Becq de Fouquières va publicar, el 1884, la primera obra teòrica sobre l'assumpte: L'Art de la mise en scène: Essai d'esthétique théâtrale (L'Art de l'escenificació : Assaig d'estètica teatral).
Amb l'aparició del televisor, neix com a gènere el teatre muntat per a la televisió. En aquest cas la posada en escena no és ni cinematogràfica ni la que es faria en un espectacle en viu, ja que aquesta queda distorsionada i mai respon completament a la idea creativa de l'autor.
(vegeu també posada en escena i text a l'escena contemporània)

## Elements de la posada en escena

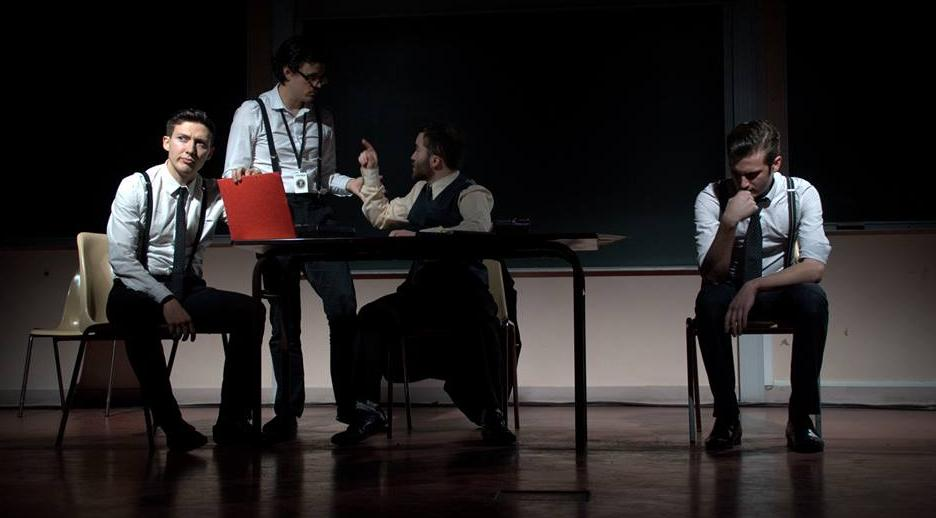
Posada en escena en un «espai buit», amb una determinada il·luminació, objectes, gest i vestuari dels actors

La posada en escena és la manera pràctica i concreta amb què es presenta una producció per a transmetre una història, una relació, una pregunta, una idea, una experiència o un estat anímic, espiritual, estètic o sensorial. Aquesta obra, que pot tenir text o no, és una entitat autònoma que en general consta d'un escenari, escena, espai o localització; escenografia completa incloent-hi objectes materials i no materials, com la il·luminació i els efectes visuals, sonors i audiovisuals (incloent músiques, veus en off i tota mena de sons i efectes especials); els cossos dels intèrprets i els objectes que utilitzen, a part dels escenogràfics; entre d'altres.
Clàssicament, de manera tradicional se solen agrupar en escenografia, il·luminació, gest dels intèrprets, caracterització i utillatge teatral. Cal, però, no prendre-ho com una manera tancada ni obligatòria. La caracterització inclou el vestuari (i el fet de no portar roba, si és el cas) i està relacionat amb els objectes i l'escenografia. Els objectes poden tenir menor o major importància. En certs tipus d'espectacles es pot donar èmfasi a, per exemple, la música en un espectacle musical, com una òpera. En alguns casos, fins i tot poden no aparèixer intèrprets humans, sent el gest o moviment realitzat per objectes. En les arts escèniques actuals hi ha una tendència a minimitzar l'escenografia, quedant aquesta pràcticament reduïda al vestuari i objectes.

### Escenografia
L'escenografia és una de les àrees principals en el desenvolupament dels elements que formen la posada en escena]d'un projecte audiovisual. S'ha de traslladar una realitat en tres dimensions a una realitat bidimensional en l'enquadrament de la pantalla de projecció, per això és molt important treballar els elements que conformen l'escenografia, per donar versemblança i coherència a la narració audiovisual. I per tant, tingui un grau de realisme adequat.
Tant l'escenografia com els decorats sorgeixen a partir de la projecció del guió tècnic a la realitat. La persona encarregada de pensar i preparar tot l'espai escènic és l'escenògraf, també conegut com a director artístic o d'art. El director artístic, segons la manera parlada amb el director, ha de fer una cerca de documentació sobre la temàtica del contingut, per a poder acreditar que la reproducció de l'ambientació sigui realista, i informar dels elements que han de recrear l'ambientació i els decorats. Aquesta documentació ve marcada pel context de l'obra, és a dir, l'època que vol recrear, el realisme i també el pressupost del qual es disposa. A més, treballa de manera conjunta amb el director de fotografia i altres membres del departament artístic de l'obra.
Al cinema, cada espai concret de l'obra es desenvolupa una o diverses accions, aquest espai rep el nom de localització, que es pot alterar amb retocs o decorats. Un altre format utilitzar a l'hora de recrear elements grans, com ara ciutats senceres o catàstrofes naturals, són els escenaris construïts a mida com les maquetes, les reproduccions a escala o els posteriors i coneguts efectes especials. En arts escèniques l'espai pot ser un escenari, tot i que no obligatòriament, ja que l'espectacle es pot fer al carrer (teatre de carrer) o adaptat a un espai concret (site specific), per exemple.

### Objectes

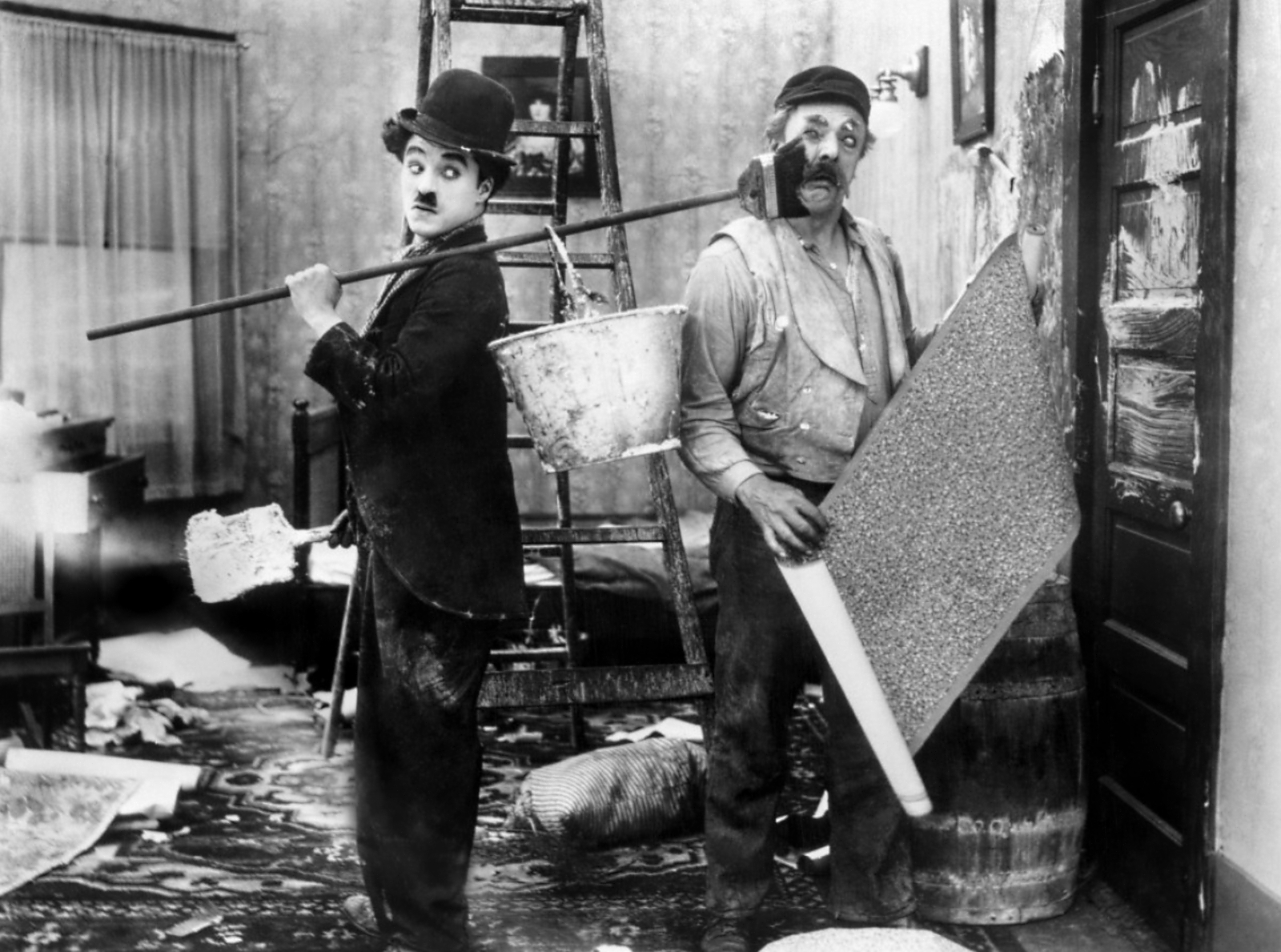
Utillatge en una escena d'una pel·lícula

És una agrupació d'objectes que intervenen d'una forma activa a dins de l'escena, de l'acció que es representa. L'utillatge són dels elements usats pels a l'escenari. Construeixen l'ambientació de manera conjunta amb els de l'escenografia. El fet d'ambientar implica un pressupost i també un treball meticulós a l'hora de cercar objectes i símbols perquè formin part de l'escena i estiguin en la ubicació adequada.

### Il·luminació

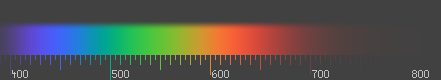
Espectre cromàtic

La il·luminació és un element essencial en la captació de la realitat, ja que sense llum no es podria captar cap element. És un element bàsic que aporta profunditat i tridimensionalitat; sobretot en cinema, ja que és més necessari en tenir un visionat bidimensional a través de la pantalla. Així mateix, aporta transcendència a les accions o objectes il·luminats captant l'atenció de l'espectador cap a aquests.

#### Efecte dramàtic i simbolisme dels colors

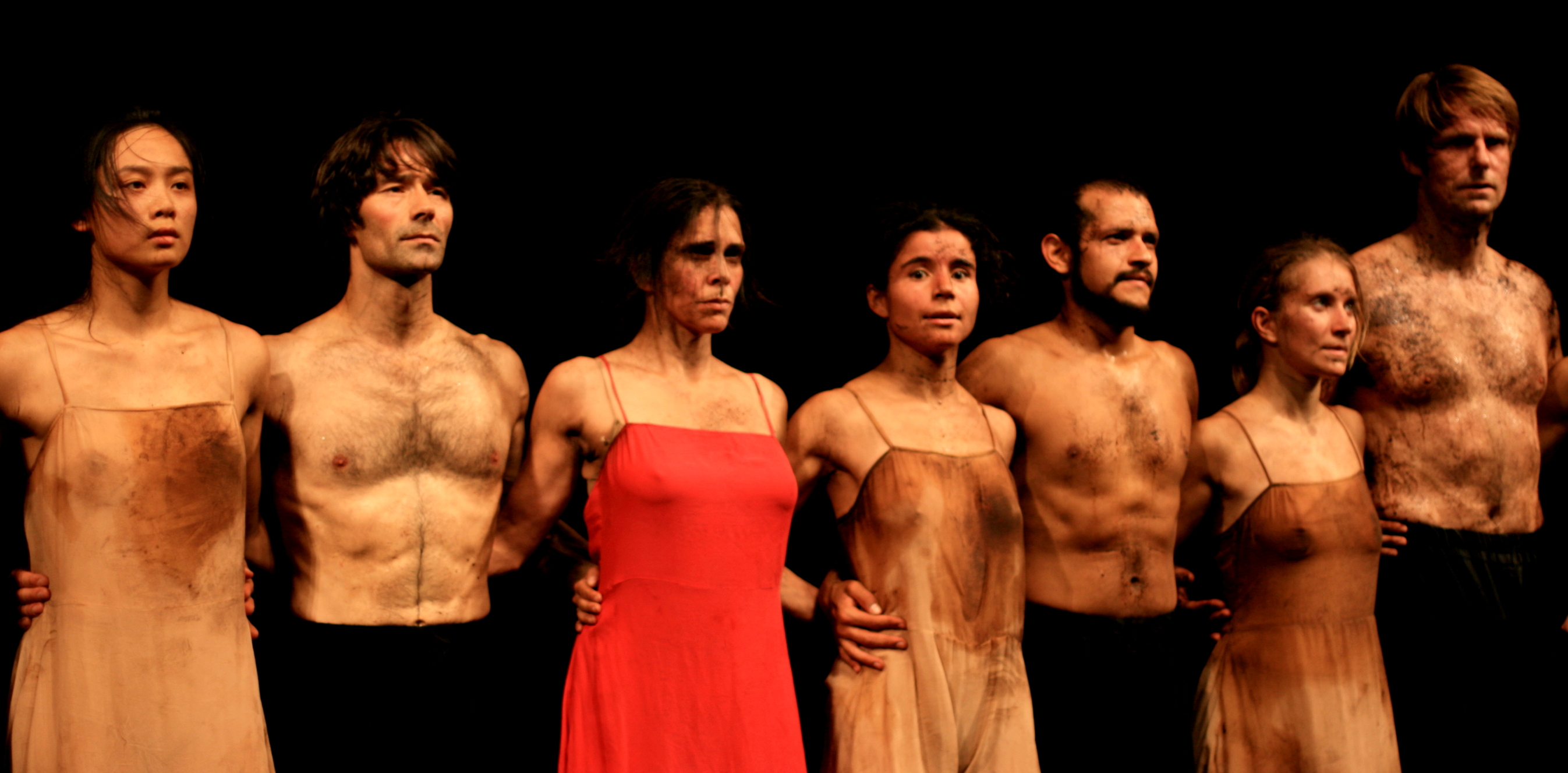
En aquesta posada en escena, el vestit vermell es dona a l'escollida per a sacrificar-se pels altres

Els colors s'associen a sensacions, emocions, significats culturals i mitjançant la posada en escena, pot ressaltar aspectes rellevants de l'escenari o del plató.
La repartició de les zones fosques o clares dins del quadre o l'escenari narra d'una manera determinada. Una zona ben il·luminada provoca una focalització en ella mentre que una de poc il·luminada pot ocultar detalls que poden ser importants i potser crear una sensació de misteri. Pot evocar elements i continguts per aprofundir en l'essència del discurs.

#### Il·luminació d'un cos en l'espai

Il·luminació d'un cos en l'espai

Llum clau: il·lumina un cos a destacar
Llum secundària: se situa a l'extrem oposat de la llum clau per tal de suavitzar les ombres produïdes per la primera llum.
Contrallum: s'usa per ressaltar el volum i la tridimensionalitat del cos.
Llums de fons: s'usen per augmentar la sensació de profunditat i poder així, marcar una separació entre el cos i el fons.

### Caracterització

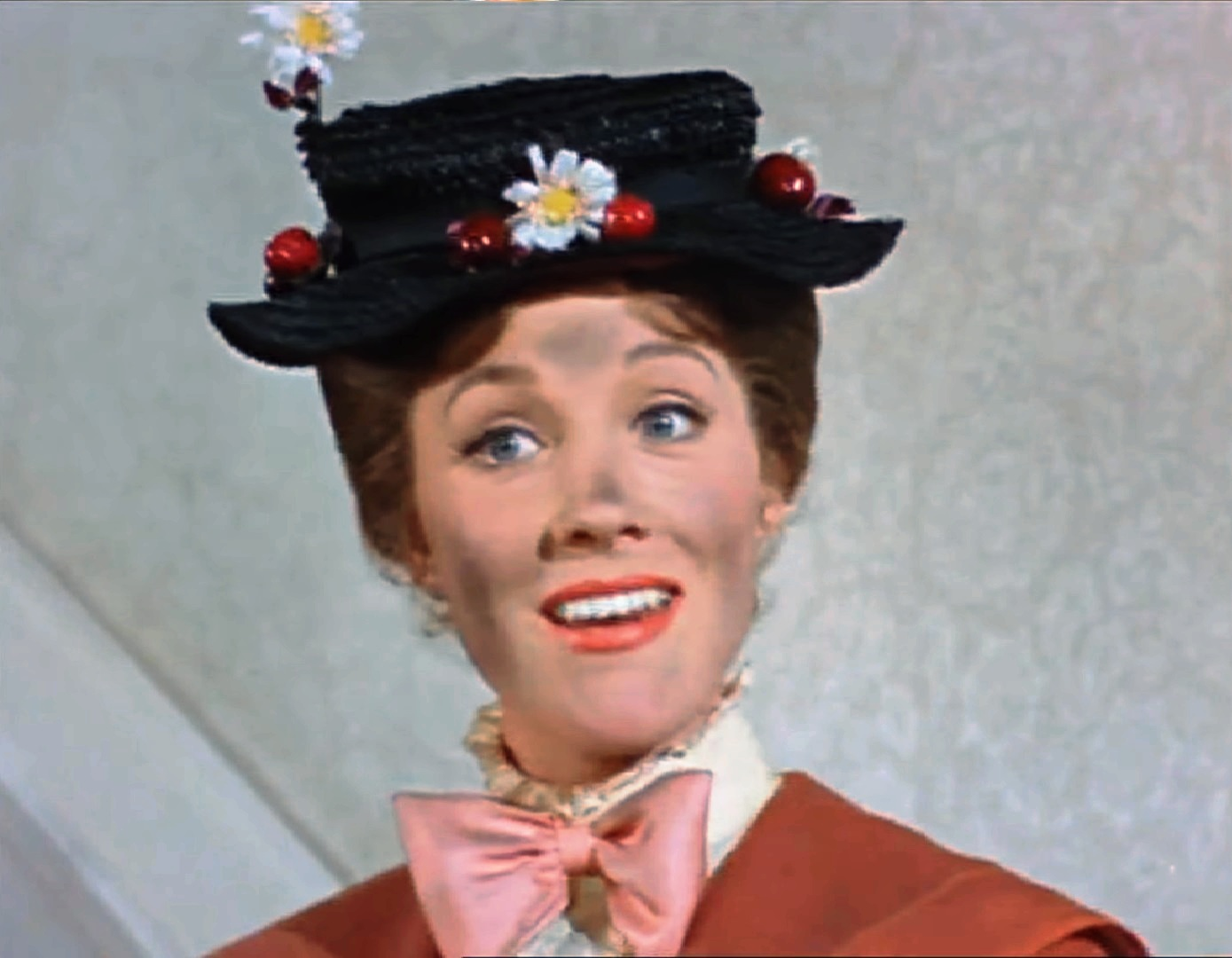
Caracterització de Mary Poppins

La caracterització consisteix en la transformació de les faccions dels actors per exigències del guió, per a poder adequar-se a l'atmosfera de la narració. La caracterització engloba els termes de vestuari, perruqueria i maquillatge. Aquests elements són fonamentals per a donar credibilitat a la història narrada, i ser adient a l'època en la qual transcorre l'acció i, per tant, tenir relació amb l'escenografia.
Tots aquests elements contribueixen a l'aparença externa de l'actor i a la definició del personatge, ja que la seva aparença ens transmet informació sobre la seva cultura i àmbit social. Les persones responsables de cada departament són els encarregats de transformar a l'actor, la seva feina s'ha d'incorporar amb els decorats, l'ambientació i continuar amb la línia dramàtica de la narració.
El vestuari ajuda a realçar la imatge física externa de l'actor, també a modificar-la i donar èmfasi als trets específics de la personalitat del personatge. La persona encarregada del disseny del vestuari al cinema és el figurinista, que ha de fer una investigació prèvia per a poder definir al personatge. Pel que respecta a la perruqueria i al maquillatge, aquests tenen diverses funcions. En primer lloc, hi ha una funció de fons, en la qual es restitueixen els colors de la pell i el cabell, que es desvirtuen pels efectes de la llum. També es redueixen els reflexos i les brillantors que sorgeixen en excés. Per finalitzar, hi ha una funció de correcció, on l'equip corregeix les imperfeccions, els granets i els cabells despentinats dels actors, entre d'altres.

### Cos / Gest

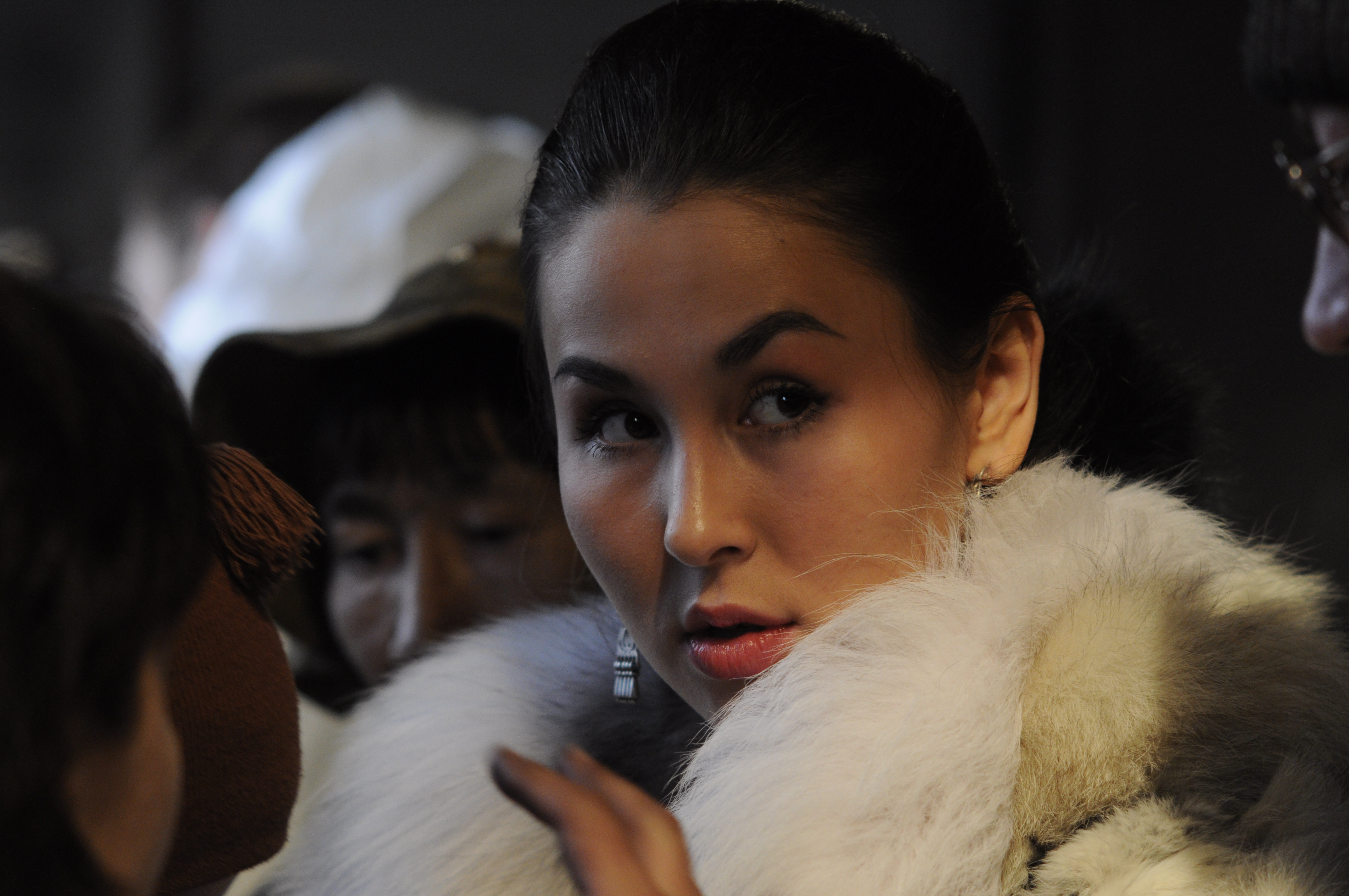
Una mirada

Els intèrprets duen a terme accions físiques, utilitzen la veu per a parlar, cantar i emetre sons en general, es mouen, es desplacen, es relacionen físicament entre ells i amb l'espai i els objectes. El gest sol ser directament realitzat per cossos humans però també pot ser fet a través d'objectes o provocat per la il·luminació, per exemple. Pot ser quotidià o surrealista, natural o grotesc, minimalista o ampli, exagerat, realista, naturalista, afectat, expressiu, simbolista, rítmic, coreografiat, improvisat, repetitiu, gairebé absent, destacat, gairebé invisible, ballat, acrobàtic, etc.
A l'hora d'escollir l'intèrpret per un film hi ha dos camins per seguir; o realitzar un càsting o bé que l'obra hagi estat escrita i preparada perquè sigui protagonitzada per algú en concret. En cinema, els actors i les actrius utilitzen la veu i el gest, incloent l'expressió facial i corporal per a representar un personatge sota la supervisió del director o ajudant de direcció.

## A les arts escèniques

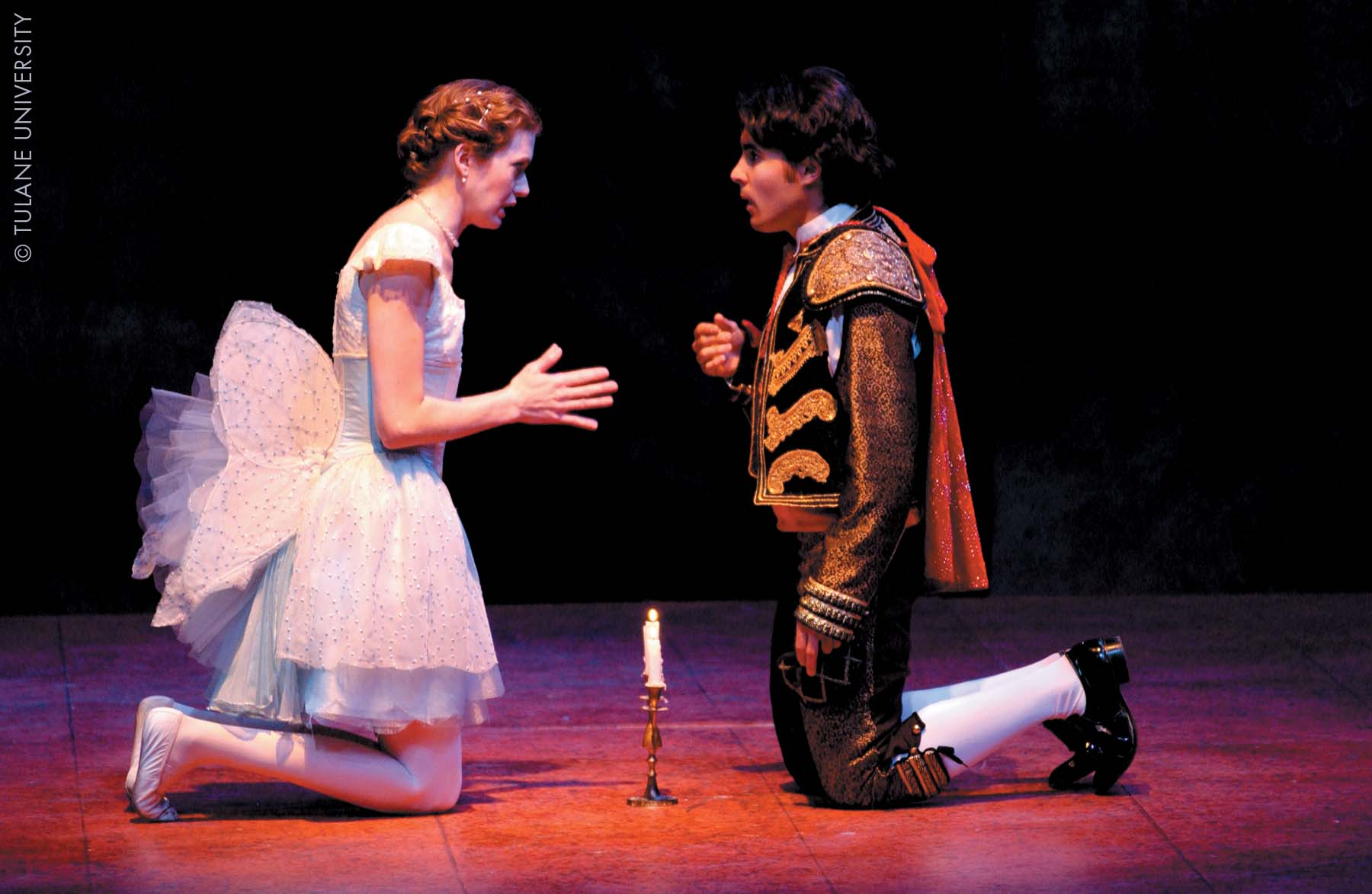
Una proposta de posada en escena per a "Romeu i Julieta"

A l'escena contemporània, especialment després de la desmaterialització progressiva de l'escenari, amb per exemple el concepte d'"espai buit" propugnat per Peter Brook, el concepte de posada en escena al teatre i la dansa està tendint a confluir, donant una entitat autònoma a l'espectacle, amb protagonisme del gest, la il·luminació, el vestuari i l'objecte.

## Al cinema

Una posada en escena per al text "Romeu i Julieta"

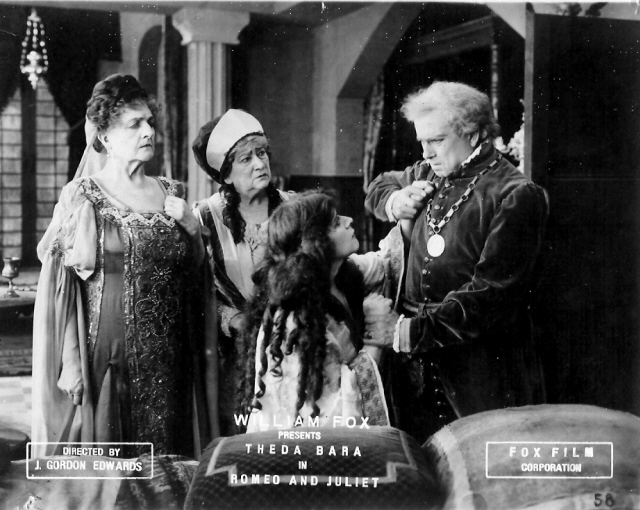
Una altra posada en escena per al mateix guió de partida

Pels crítics de cinema s'ha definit com el "gran terme indefinit", però no és per manca de definicions. El terme prové del teatre i va ser desenvolupat al cinema mitjançant una sèrie d'adaptacions a l'expressió audiovisual, on aquest concepte consisteix en la construcció d'un ambient que ha de donar versemblança al context que ha d'explicar, per tant, ha de ser coherent a la situació dramàtica. Aquesta versemblança i coherència es donen gràcies als elements que formen la posada en escena, que formen un conjunt interactiu que ajuda a la narració. Aquests elements (les localitzacions, els decorats i l'escenografia, la caracterització, etc.), ajuden a representar el guió, traslladar un escrit a la pantalla.
La posada en escena al cinema també inclou el posicionament i moviment d'actors en l'escenari, que és anomenat "blocking". Aquestes són totes les àrees supervisades pel director. Aquesta definició estreta de posada en escena no és compartida per tots els crítics. Per a alguns, es refereix a  tots  els elements de disseny visual, és a dir, tant els elements sobre l'escenari com els aspectes de la càmera. Per a altres, com el crític cinematogràfic dels Estats Units Andrew Sarris, agafa significats místics relacionats amb el to emocional d'una pel·lícula.

### La càmera a la posada en escena
En l'àmbit de la cinematografia, antigament aquest terme feia al·lusió al control que tenia el director sobre tot allò que forma part de la imatge per l'enquadrament de la càmera. En l'actualitat, la posada en escena es concep com un conjunt d'operacions adreçades a la creació d'un discurs amb un objectiu.
El primer pas en la posada d'escena d'un film és la distribució de l'espai escènic, per a poder fer aquesta distribució, s'ha de fer una planificació del guió el qual permetrà que les seqüències puguin ser visualitzades d'una manera prèvia a la gravació de la pel·lícula. Així doncs, molts directors de cinema utilitzen el denominat storyboard, que permet veure en dibuixos les seqüències del film.
La posició de la càmera respecte a l'escenari és un punt determinant. Aquesta ha d'estar col·locada en una posició específica, i ha de tenir una altura concreta, així com el focus i l'òptica. Seguint les instruccions del director, el rodatge ha de procurar que tots els aspectes ambientals estiguin ben treballats. Prèviament a cuidar els detalls, el director, amb l'ajudant de direcció i el director artístic, cerquen i trien les localitzacions on la pel·lícula tindrà lloc.

### Estils
Diversos elements formen la posada en escena, com ara l'ambientació, la il·luminació, l'escenografia, etc. Aquests elements determinen l'estil que té el film, que pot estar ambientat en un espai realista, futurista, barroc; poden necessitar diferents llums i colors, segons el que es vol transmetre o l'atmosfera de la pel·lícula, com ara brillants, coloristes, suaus, càlids o freds. És a dir, tots els elements de la posada en escena creen la imatge final.
En el cinema alemany dels anys 1910 i els 1920 un pot observar un to, un estil, amb informació narrativa transmesa en la posada en escena. Potser l'exemple més famós és The Cabinet of Dr. Caligari  (1920) on l'estat d'ànim intern d'un personatge es representa a través de disseny de l'escenari. Un terme similar,  metteurs en scène ("stagers") va ser fet servir per la teoria d'autor per etiquetar els directors que no posaven la seva visió personal a les seves pel·lícules.
Últimament, el terme ha vingut a representar sovint un estil de transmetre la informació d'una escena principalment a través d'una única filmació. Ha de ser contrastat amb l'estil de muntatge. D'altra banda, posada en escena s'utilitza quan el director desitja fer una impressió dels personatges o situació sense vocalitzar-ho expressament, i típicament no representa una escena realista. L'exemple recurrent és el d'un apartament desendreçat, desorganitzar que s'utilitza per reflectir la desorganització en la vida d'un personatge, o un apartament decorat de forma espartana per descriure un personatge amb una "ànima buida".